# 奥陶其玛兰巴寺
曼巴扎仓寺，也叫奥陶其玛兰巴（羅馬化：Otochmaaramba），是蒙古国乌兰巴托的一座藏传佛教寺院。

## 简介
该寺从苏赫巴托尔区“大环岛”（羅馬化：Ikh Toiruu）的东北转弯处可以清晰地看见。该寺内设有“曼巴扎仓”（Manba Datsan），即药学院，是传统医药的学习中心。